# Riemer See
 Hồ Riemer See trong Công viên Riem, là một phần của Bundesgartenschau 2005, và là một hồ nhân tạo ở München, Bayern, Đức.
Công viên Riemer nằm trong Messestadt Riem, được quy hoạch bởi kiến trúc sư cảnh quan người Pháp Gilles Vexlard. Riemer See nằm ở phần phía đông của công viên. Nó tạo ra một khu vực nước ngọt rộng khoảng 7,7 ha, và sâu 14 mét, ở một số khu vực sâu tới 18 mét. Hồ được bao quanh bởi công viên bao gồm một bờ phía bắc, bến tàu và khu vực bãi tắm tạo nên 6,1 ha.

## Quy hoạch
Bờ phía bắc kết nối hồ với các khu dân cư mới xây và mang một đặc điểm đô thị thông qua bến và các lối đi dạo. Các khu vực đô thị chuyển đến cảnh quan bờ hồ phía nam được thiết kế với những đồng cỏ rộng lớn và cây trồng. Vùng nước nông hẹp trên một bờ hồ đã được phủ kín bởi một loạt các cây lâu năm khác nhau. Bờ phía tây thiên nhiên cung cấp một vành đai sậy ở khu vực nông được sử dụng để lọc nước và khu vực tràn ngập với các lưu vực thấm, một cây cầu dành cho người đi bộ bắc qua khu vực và cung cấp kết nối từ bắc xuống nam và cho phép du khách trải nghiệm thiên nhiên. Bờ phía đông là một bờ hồ để bơi lội, với một bờ dốc nhẹ nhàng cho phép một khu vực bơi an toàn cho trẻ em, nó được bao quanh bởi các khu vực bãi cỏ với rất nhiều chỗ để thư giãn.

## Thông số kỹ thuật
Do dao động nước ngầm rất cao và mặc dù thiếu không gian, một hồ nước ngầm kín với một mực nước cao đã được xây dựng. Các lớp không thấm nước bao bọc xung quanh tạo ra một máng chảy dày kín. Để tránh vỡ nước ngầm, ba công trình chuyển nước cơ bản (cống) đã được xây dựng cho phép nước chuyển từ nam sang bắc, và ngoài khu vực chảy ra, nước ngầm được bơm ra khỏi mặt đất ở các khu vực xung quanh khác và chảy vào hồ. Thông qua một khu vực tràn ở cuối phía tây của hồ, nước tiếp cận được lọc trong bể thấm và đưa vào nước ngầm. Thông qua trao đổi nước, chất lượng nước nhất định có thể được đảm bảo.

## An toàn

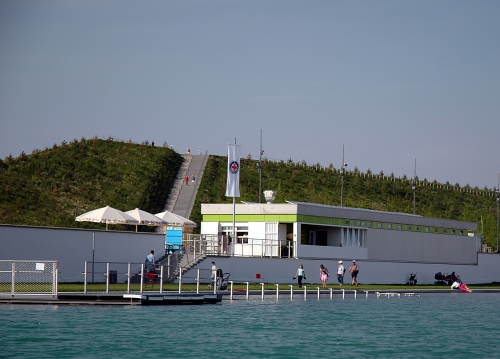
Trạm cấp cứu ở Riemer See

Là một phần của thiết kế cảnh quan cho Bundesgartenschau 2005, một trạm cấp cứu giữa bờ phía bắc và phía đông của hồ Riemer đã được lập ra. Kể từ khi Bundesgartenschau kết thúc, các nhiệm vụ của nhân viên cứu hộ đã được một nhóm Wasserwacht địa phương gồm 20 thành viên đảm nhận.